# Stade José Amalfitani
Le stade José Amalfitani est un stade argentin, se situant à Buenos Aires. Il s'agit du stade du club résident du Vélez Sarsfield (D1 argentine), ainsi que des Jaguars, la franchise argentine de Super Rugby. Les Pumas, c'est-à-dire l'équipe d'Argentine de rugby à XV, y disputent également plusieurs matches par années. L'enceinte est nommée ainsi en l'honneur de l'une des figures les plus importantes de l'histoire du Vélez Sarsfield qui fut pendant 30 ans président du club (de 1923 à 1925 puis 1941 à 1969). Le stade est surnommé El Fortín.

## Historique

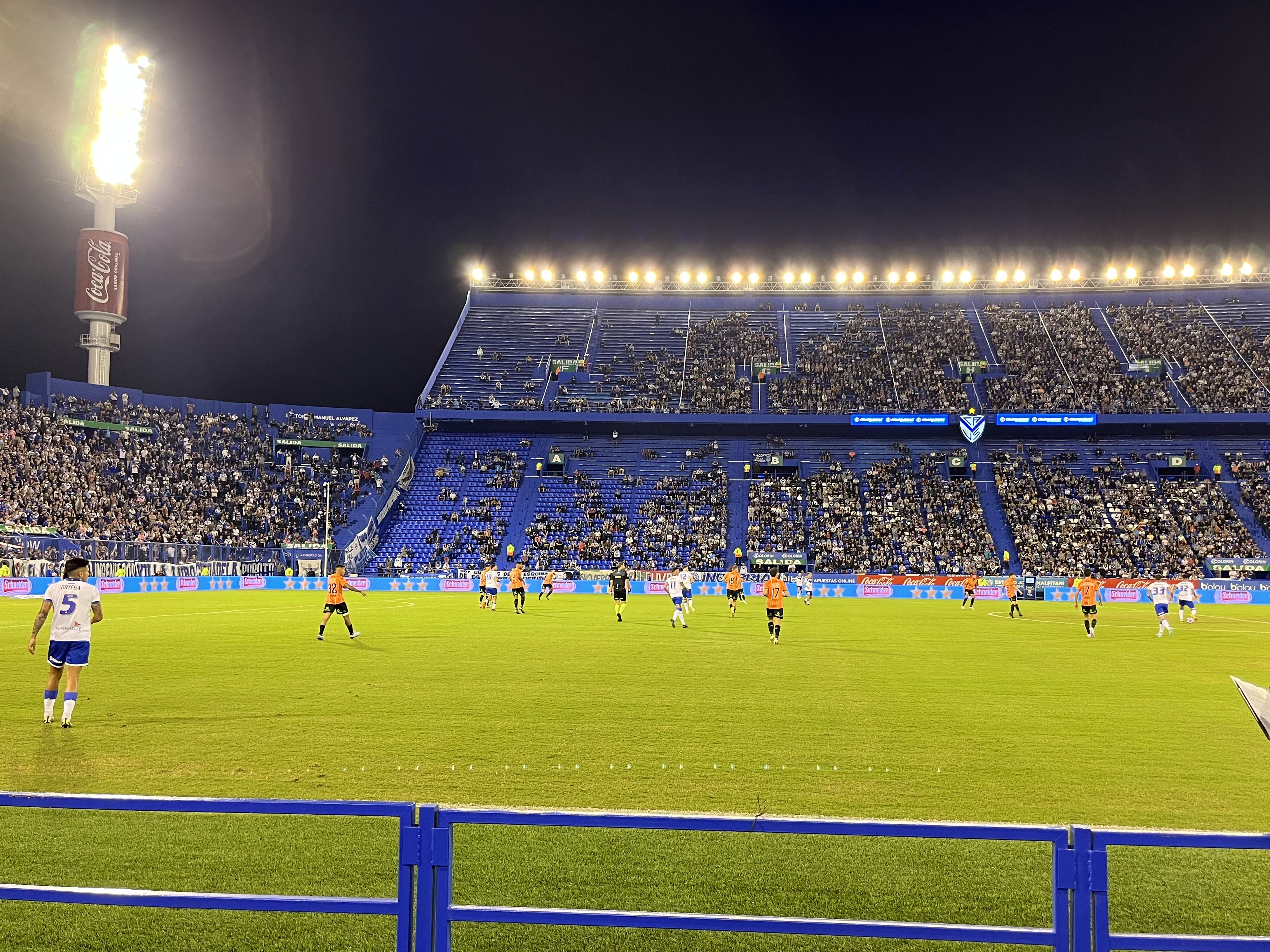
L'Estadio José Amalfitani lors d'un match de ligue entre Velez Sarsfield et CA Banfield (2023)

Construit entre 1947 et 1951, le stade a une capacité d'accueil de 49 540 spectateurs. Ce stade accueillit la Coupe du monde de football de 1978. Il y eut trois matchs du groupe C lors du premier tour (Autriche-Espagne, Autriche-Suède et Espagne-Suède). Il accueillit la Coupe du monde de football des moins de 20 ans 2001. Tous les matchs du groupe A, deux huitièmes de finale, un quart de finale, une demi-finale, le match pour la 3e place ainsi que la finale (Argentine-Ghana 3-0) se déroulèrent dans ce stade. 

## Autres utilisations
Ce stade sert aussi pour les concerts musicaux : Iron Maiden, Luis Miguel, The Killers, Inxs, Red Hot Chili Peppers, Erasure, Roxette, Sheryl Crow, Nirvana, The Ramones, The B-52's, Nina Hagen, Depeche Mode, Travis, Starsailor, Helloween, Aerosmith, Queen, Metallica, Slayer, Eric Clapton, Whitney Houston, Rod Stewart, Bob Dylan, Matisyahu, Queen + Paul Rodgers, Motörhead, UB40, One direction sont venus dans ce stade pour un concert. 